# ラウール＝オージェ・フイエ
ラウール＝オージェ・フイエ（Raoul-Auger Feuillet、1660年頃 - 1710年6月14日）は、フランスの振付家、舞踊教師、著述家である。ピエール・ボーシャンが考案した舞踊の記譜法を改良し、記譜の手段として記号を導入した。ボーシャンとフイエによる舞踊の記譜法は、「ボーシャン＝フイエ記譜法」（en:Beauchamp-Feuillet notation）と呼ばれる。1700年に出版された『コレオグラフィ、あるいは人物・図形・指示記号による舞踊記述法』（Chorégraphie, ou L'art de décrire la dance par caracteres, figures et signes desmonstratifs）は早くから他の言語に翻訳され、18世紀の舞踊技術に関する文献で最も重視されるものの1つである。 

## 生涯

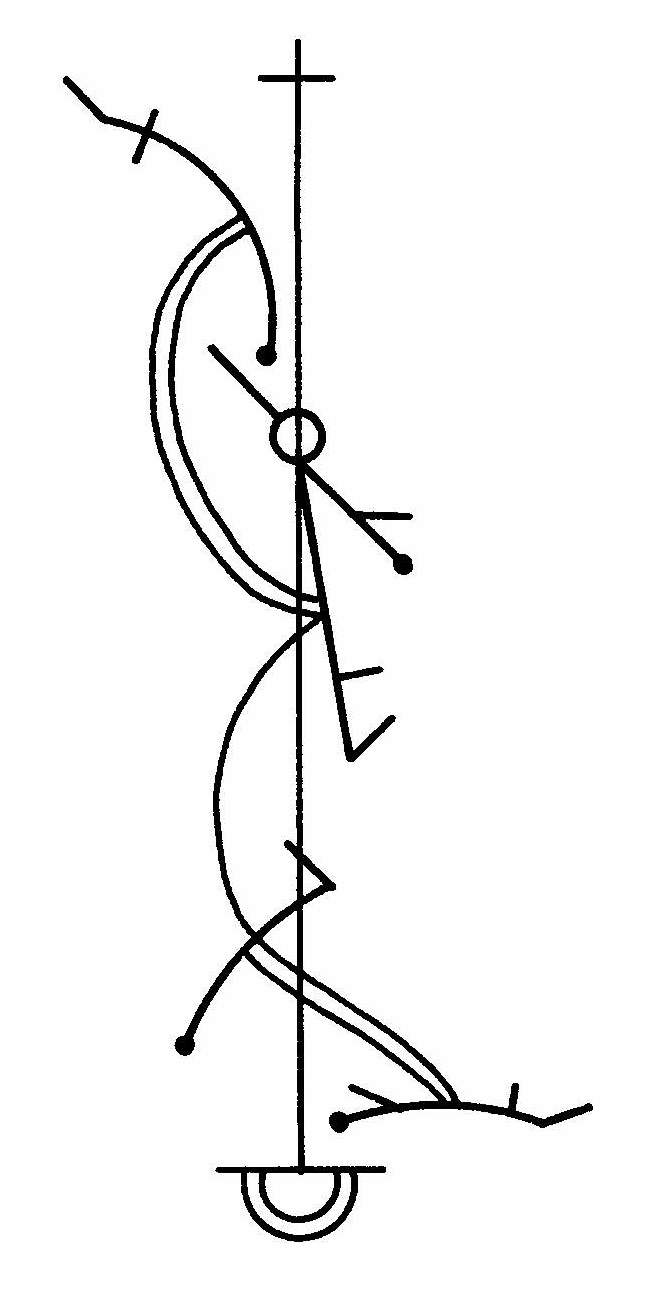
「ボーシャン＝フイエ記譜法」によるクーラントのバールのための記譜例

パリでボールルーム・ダンスの教師を務めていたが、1700年にボーシャンの考案していた記譜法の改良を手がけて『コレオグラフィ、あるいは人物・図形・指示記号による舞踊記述法』を出版した。フイエの記譜法は、舞踊の記譜に記号を用いた最古の例とされる。しかし、1704年にボーシャンは「自分の考案した記譜法を剽窃した」と訴訟を起こした。ボーシャンの主張は、フイエより22年前に自分が記譜法を考案していたというものであった。確かにフィエはボーシャンの考案した記譜法から多くの部分を引用していたが、そのことに触れていないという落ち度があった。この訴訟沙汰については、翌年にボーシャンが死去したことによりうやむやに終わっている。
その後のフイエは記譜法の改良を試み、さらに洗練させていった。彼は自ら振り付けた作品を記譜して出版した。パリ・オペラ座でボーシャンの後を継いで1687年からバレエ・マスターを務めていたルイ＝ギヨーム・ペクール （1653年8月10日 - 1729年4月12日）は、フイエと組んでいくつかの自作品を記譜した。ただし、フイエ自身は生涯オペラ座には所属しなかった。
『コレオグラフィ、あるいは人物・図形・指示記号による舞踊記述法』は、イギリスのダンサー兼振付家のジョン・ウィーヴァー（en:John Weaver、1673年7月21日 - 1760年9月24日）が、『Orchesography. Or the Art of Dancing』という題名で翻訳を手がけた。P・シリスもこの著作を『The Art of Dancing Demonstrated in Characters and Figures』の題名で翻訳している。ウィーヴァーとシリスの翻訳したフイエのこの著作は、両方とも1706年に出版された。ウィーヴァーは1704年の著作『Recŭeil de dances』を、『A Small Treatise of Time and Cadence in Dancing』の題名で1706年に翻訳した。フイエがイギリスのコントルダンスについて記録した『Recŭeil de contredances』は、同国のダンサー兼振付家ジョン・エセックス（en:John Essex、1680年頃 - 1744年）が1710年に『For the Furthur Improvement of Dancing』という題名で翻訳している。